# Joachim Royo
Św. Joachim Royo (Joaquín Royo Pérez; chiń. 華亞雅敬; pinyin Huá Yàyǎjìng; ur. wrzesień 1691 w Hinojosa (Teruel (prowincja)) w Hiszpanii, zm. 28 października 1748 w Fuzhou w Chinach) – święty Kościoła katolickiego, dominikanin, misjonarz, męczennik.

## Życiorys
Jego rodzicami byli Joachim Royo i Marianna Pérez. Dokładna data jego narodzin nie jest znana, wiadomo że został ochrzczony 3 października 1691 r.  W 1709 r. wstąpił do zakonu dominikanów w Walencji. Po trzech latach został wysłany na Filipiny razem z Piotrem Sanz. W 1715 r. przybył do Chin. Dwa pierwsze lata spędził w Quanzhou w rejonie Xiamen. Następnie przeniósł się do prowincji Jiangxi i Zhejiang, gdzie od wielu lat nie było misjonarzy. Prowadził ukryte życie, służył ludziom w nocy i często spędzał wiele czasu w sekretnych pomieszczeniach, grobowcach i cmentarzach. Został aresztowany 3 lipca 1746 r. i osadzony w więzieniu w Fuzhou, gdzie spędził 2 lata. Został stracony przez uduszenie 28 października 1748 r.

## Dzień wspomnienia
- 28 października
- 9 lipca w grupie 120 męczenników chińskich

## Proces beatyfikacyjny i kanonizacyjny
Został beatyfikowany 14 maja 1893 r. przez Leona XIII. Kanonizowany w grupie 120 męczenników chińskich 1 października 2000 r. przez Jana Pawła II.